# الشعارية (المفتاح)
الشعارية هي إحدى قرى عزلة الجبر الاعلى بمديرية المفتاح التابعة لمحافظة حجة، بلغ تعداد سكانها 1549 نسمة حسب تعداد اليمن لعام 2004.